# Saint-Waast
Saint-Waast è un comune francese di 625 abitanti situato nel dipartimento del Nord nella regione dell'Alta Francia.

## Società

### Evoluzione demografica
Abitanti censiti